# Dekanat Stockerau
Dekanat Stockerau – jeden z 16 dekanatów rzymskokatolickiej wchodzących w skład wikariatu Unter dem Manhartsberg archidiecezji wiedeńskiej w Austrii. W jego skład wchodzi 14 parafii. 

## Lista parafii
| Miejscowość                | Parafia                                        | Kościół                                                                    | Grafika |
| -------------------------- | ---------------------------------------------- | -------------------------------------------------------------------------- | ------- |
| Großmugl                   | Parafia św. Mikołaja                           | Kościół św. Mikołaja w Großmugl                                            |         |
| Niederhollabrunn-Haselbach | Parafia św. Michała                            | Kościół św. Michała w Niederhollabrunn-Haselbach                           |         |
| Hausleiten                 | Parafia św. Agaty                              | Kościół św. Agaty w Hausleiten                                             |         |
| Großmugl-Herzogbirbaum     | Parafia Ścięcia św. Jana Chrzciciela           | Kościół Ścięcia św. Jana Chrzciciela w Großmugl-Herzogbirbaum              |         |
| Höbersdorf                 | Parafia św. Jana Chrzciciela                   | Kościół św. Jana Chrzciciela w Höbersdorf                                  |         |
| Leitzersdorf               | Parafia św. Jakuba                             | Kościół św. Jakuba w Leitzersdorf                                          |         |
| Niederhollabrunn           | Parafia św. Wawrzyńca                          | Kościół św. Wawrzyńca w Niederhollabrunn                                   |         |
| Sierndorf-Oberhautzenthal  | Parafia Wniebowzięcia Najświętszej Maryi Panny | Kościół Wniebowzięcia Najświętszej Maryi Panny w Sierndorf-Oberhautzenthal |         |
| Sierndorf-Obermallebarn    | Parafia Trójcy Przenajświętszej                | Kościół Trójcy Przenajświętszej w Sierndorf-Obermallebarn                  |         |
| Senning                    | Parafia św. Pankracego                         | Kościół św. Pankracego w Senning                                           |         |
| Sierndorf                  | Parafia Narodzenia Najświętszej Maryi Panny    | Kościół Narodzenia Najświętszej Maryi Panny w Sierndorf                    |         |
| Stockerau                  | Parafia św. Stefana                            | Kościół św. Stefana w Stockerau                                            |         |